# 2020 في السعودية
تحتوي هذه المقالة على أهم الأحداث التي شهدتها السعودية في 2020، إضافة إلى أهم الشخصيات السعودية التي وُلدت أو تُوفيت في هذه السنة.

## السياسة

### الحكم
الملك: سلمان بن عبد العزيز آل سعود

### تعيينات

#### أغسطس
- 23:
  - بندر الخريف، رئيسا لمجلس إدارة هيئة المحتوى المحلي والمشتريات الحكومية.[1]
- 31:
  - الفريق ركن مطلق الأزيمع، قائد القوات المشتركة.[2]

### أكتوبر
- 18:
  - خالد اللحيدان، رئيسًا للمحكمة العليا السعودية.[3][4]
  - مشعل السلمي، نائبًا لرئيس مجلس الشورى.[3][4]
  - حنان عبد الرحيم الأحمدي، مساعدًا لرئيس مجلس الشورى.[3][4]

### إعفاءات

#### أغسطس
- 20:
  - الفريق عواد البلوي، مدير عام حرس الحدود.[5]
- 23:
  - غسان الشبل، رئيس مجلس إدارة هيئة المحتوى المحلي والمشتريات الحكومية.
- 31:
  - فهد بن تركي الثاني بن عبد العزيز آل سعود، قائد القوات المشتركة.[2]
  - عبد العزيز بن فهد بن تركي الثاني بن عبد العزيز آل سعود، نائب أمير منطقة الجوف.[2]

## أحداث

### يناير
- 1:
  - المتمردون اليمنيون يطلقون سراح بعض السجناء السعوديين، بينما تُحرز محادثات السلام التي تقودها الأمم المتحدة تقدماً.[6]
- 4:
  - نادي النصر يُحرز لقبه الأول في كأس السوبر السعودي 2019، بعد فوزه في النهائي على نادي التعاون بركلات الترجيح (5-4) بعد انتهاء المباراة بالتعادل (1-1).[7][8]
- 5 - 17:
  - إجراء رالي داكار في السعودية للمرة الأولى بمشاركة 351 سائقا، وهي أول نسخة تقام في القارة الآسيوية.[9]
- 6:
  - تأسيس مجلس الدول المطلة على البحر الأحمر وخليج عدن.
- 8:
  - المملكة العربية السعودية تبدأ جهودها لإعادة بناء محطات الطاقة في اليمن.[10]
- 12:
  - تتويج ريال مدريد بالنسخة الجديدة من كأس السوبر الإسباني للمرة الحادية عشر في تاريخه، عقب فوزه بركلات الترجيح (4-1) على أتلتيكو مدريد في المباراة النهائية التي أُقيمت بمدينة جدة.[11]
- 30:
  - إقامة البطولة السعودية الدولية لمحترفي الغولف.[12]

### فبراير
- 25:
  - استحداث ثلاث وزارات للرياضة، والاستثمار، والسياحة، وضم وزارة الخدمة المدنية إلى وزارة العمل تحت اسم وزارة الموارد البشرية والتنمية الاجتماعية.

### مارس
- 8:
  - أعلنت وزارة التعليم تعليق الدراسة في جميع مناطق ومحافظات المملكة، واستمرار التعليم عن بعد بسبب جائحة الفيروس المستجد.
- 10:
  - تأسيس البرنامج الوطني لتنمية قطاع تقنية المعلومات.[13]
  - تأسيس الهيئة السعودية للسياحة.[13]

### أبريل
- 9:
  - انطلاقة قناة ذكريات التلفزيونية.[14]

- 11:
  - إطلاق تطبيق تطمن التابع لوزارة الصحة في إطار مكافحة جائحة فيروس كورونا في السعودية 2020.[15]

### يونيو
- 2:
  - إقامة مؤتمر المانحين لليمن 2020.[16]
- 16:
  - تأسيس صندوق التنمية السياحي.[17]

### يوليو
- 1:
  - تطبيق ضريبة القيمة المضافة بنسبة 15%.[18]
- 28:
  - السماح بأداء فريضة الحج بأعداد محدودة جدًا، بسبب جائحة كورونا.[19]
- 14:
  - مقتل عائلة علي عباس الفرج

### أغسطس
- 30:
  - أعلن وزير الطاقة الأمير عبد العزيز بن سلمان عن تمكّن شركة الزيت العربية السعودية «أرامكو السعودية» من اكتشاف حقلين جديدين للزيت والغاز في الأجزاء الشمالية من المملكة، وهما: حقل هضبة الحجَرَة للغاز في منطقة الجوف، وحقل أبرق التُّلول للزيت والغاز في منطقة الحدود الشمالية.[20]

### سبتمبر
- 15:
  - مجلس الوزراء يوافق على إنشاء هيئة السياحة في البحر الأحمر.[21]

### أكتوبر
- 18:
  - إعادة تكوين هيئة كبار العلماء بأمر ملكي من الملك سلمان بن عبد العزيز آل سعود.[3]
  - إعادة تكوين مجلس الشورى السعودي في دورته الثامنة.[3][4]
- 27:
  - يُصرف مبلغ (500,000) خمسمائة ألف ريال لذوي المتوفى بسبب جائحة فيروس كورونا، العامل في القطاع الصحي الحكومي أو الخاص، مدنياً كان أم عسكرياً، وسعودياً كان أم غير سعودي.[22]

### نوفمبر
- 21 - 22: انعقاد قمة مجموعة العشرين الرياض 2020 في الرياض.

### ديسمبر
- 15: هيئة التراث تُسجل خط أنابيب التابلاين في سجل التراث الصناعي الوطني كأول موقع تراث صناعي يتم تسجيله رسمياً في السعودية.[23][24][25]
- 17: بدء حملة التطعيم ضد فيروس كوفيد-19 في السعودية بلقاح «فايزر- بيونتيك» المضاد لفيروس كورونا، وتلقى وزير الصحة الدكتور توفيق الربيعة أول جرعة من اللقاح، وكذلك تلقى أول مواطن ومواطنة ومقيم الجرعة الأولى من اللقاح.[26]

## وفيات

### يناير
- 4:
  - نجيب الزامل كاتب وعضو شورى.
- 7:
  - خميس العويران، 46، لاعب كرة قدم سعودي.[27]
  - 21 يناير : بندر بن محمد بن عبد الرحمن آل سعود.
  - 26 فبراير : طلال بن سعود بن عبد العزيز آل سعود

### مايو
- 18:
  - صالح كامل، 79 سنة، رجل أعمال سعودي.[28]

### يونيو
- 7:
  - عبد العزيز النهاري، 70 سنة، إعلامي سعودي ورئيس تحرير صحيفة عكاظ سابقًا.[29]

### يوليو
- 7: خالد بن سعود بن عبد العزيز آل سعود، أمير سعودي.
- 19:
  - صالح الشيحي، كاتب وصحفي.[30]

### أغسطس
- 7:
  - محمد عبد الله العايش، مساعد وزير الدفاع بمرتبة وزير، وقائد القوات الجوية، وقائد قاعدة الملك خالد الجوية (و. 1952).[31][32]
- 26:
  - محمد حمزة، مُمثل ومُؤلف سعودي، لُقب بعميد الدراما في السعودية (و. 1933).[33]

### سبتمبر
- 27:
  - الشيخ بندر بن نايف بن حميد أحد أبرز شيوخ القبائل في السعودية وفي دول الخليج.[34]
- 29:
  - اللواء علي الرحيلي، قائد عملية تحرير رهائن الطائرة الروسية المختطفة عام 2001.[35]

### أكتوبر
- 2:
  - سعد الراجح، برفيسور وعالم مخ وأعصاب.[36]

### نوفمبر
- 14: طارق ريري، إعلامي ومُخرج تلفزيوني.[37]
- 23: محمد الإغاثة، عالم مسلم موريتاني. (و.1940)[38]
- 24: مانع الخامسي، دبلوماسي سعودي، شغل منصب سفير السعودية لدى تشيلي.[39]

### ديسمبر
- 9: أمين دابو، لاعب كرة قدم سعودي من أصل سنغالي. (و.1951).[40]